# 拉科特昂库藏
拉科特昂库藏（法語：La Côte-en-Couzan，法語發音：[la kot ɑ̃ kuzɑ̃]）是法国卢瓦尔省的一个市镇，位于该省西部，属于蒙布里松区。

## 地理
拉科特昂库藏（45°47'1"N, 3°50'46"E）面积9.11 平方千米，位于法国奥弗涅-罗讷-阿尔卑斯大区卢瓦尔省，该省份为法国中南部省份，北起顺时针与索恩-卢瓦尔省、罗讷省、伊泽尔省、阿尔代什省、上盧瓦爾省、多姆山省和阿列省接壤。
与拉科特昂库藏接壤的市镇（或旧市镇、城区）包括：拉瓦拉叙罗什福尔、圣迪迪耶-叙罗什福尔、圣让拉韦特尔、沙尔马泽勒-让萨尼耶尔。
拉科特昂库藏的时区为UTC+01:00、UTC+02:00（夏令时）。

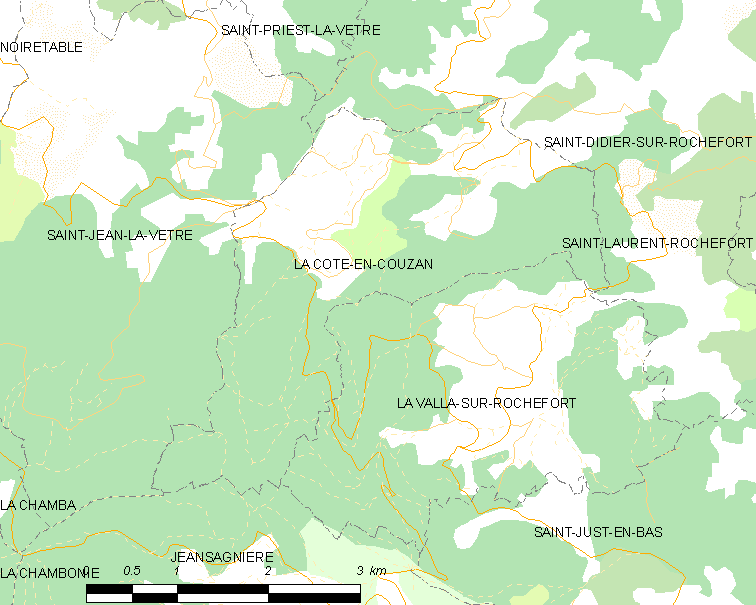
拉科特昂库藏的OSM定位图

## 行政
拉科特昂库藏的邮政编码为42111，INSEE市镇编码为42072。

## 政治
拉科特昂库藏所属的省级选区为利尼翁河畔博安县。

## 交通
卢瓦尔省省道D44线和D110线经过境内。

## 人口

1962-2008年间拉科特昂库藏人口变化图示

拉科特昂库藏于2022年1月1日时的人口数量为62人。